# Copa Sendai de 2010
A Copa Sendai de 2010 foi a 8ª edição dessa competição organizada pela Japan Football Association (JFA), para jogadores com até 19 anos de idade. Realizou-se entre os dias 9 e 12 de setembro na cidade de Sendai, no Japão. Todos os jogos foram disputados no Sendai Stadium.
O Brasil sagrou-se campeão após acumular o maior número de pontos entre as quatro participantes. O Japão ficou com o vice-campeonato, a França com o terceiro lugar e a China com o quarto lugar.

## Regulamento
A Copa Sendai é disputada por 4 seleções. Todos os times jogam entre si uma única vez. Será declarado campeão o time que obtiver o maior número de pontos após as 3 rodadas.

### Critérios de desempate
Caso haja empate de pontos entre dois ou mais equipes, os critérios de desempates serão aplicados na seguinte ordem:
1. Número de vitórias;
2. Saldo de gols;
3. Gols marcados;
4. Confronto direto;
5. Número de cartões vermelhos;
6. Número de cartões amarelos.

## Equipes participantes
| Equipe | Confederação | Títulos                          |
| ------ | ------------ | -------------------------------- |
| Brasil | CONMEBOL     | 5 (2003, 2005, 2006, 2008, 2009) |
| China  | AFC          | ---                              |
| França | UEFA         | 1 (2007)                         |
| Japão  | AFC          | ---                              |

## Convocações
Tal como aconteceu nas convocações para as copas anteriores, cada equipe é composta por 18 jogadores. As equipes são autorizadas a fazer substituições por ocasião de contusões graves, em qualquer momento até 24 horas antes do primeiro jogo.

## Jogos

### Primeira Rodada
| 9 de setembro de 2010 | Japão                                | 2 x 1  | França       | Sendai Stadium, Sendai                  |
| 13:30 (UTC+9)         | Gotoku Sakai 9' · Kenyu Sugimoto 43' | Súmula | Derouard 27' | Público: 2 013 Árbitro: Hiroyuki Kimura |

| 9 de setembro de 2010 | Brasil                                              | 4 x 1  | China             | Sendai Stadium, Sendai               |
| 19:00 (UTC+9)         | Alan Patrick 18' · Bruno Uvini 38' · Oscar 44', 78' | Súmula | Du Wenxiang 90+2' | Público: 2 057 Árbitro: Takuto Okabe |

### Segunda Rodada
| 11 de setembro de 2010 | Japão | 0 x 1  | Brasil       | Sendai Stadium, Sendai               |
| 13:30 (UTC+9)          |       | Súmula | Henrique 56' | Público: 5 173 Árbitro: Takuto Okabe |

| 11 de setembro de 2010 | França                | 2 x 1  | China           | Sendai Stadium, Sendai                  |
| 16:00 (UTC+9)          | Harry Novillo 2', 87' | Súmula | Jin Jingdao 81' | Público: 5 206 Árbitro: Yoshiro Imamura |

### Terceira Rodada
| 12 de setembro de 2010 | Japão                                                          | 4 x 0  | China | Sendai Stadium, Sendai                  |
| 13:30 (UTC+9)          | Shota Kobayashi 10' · Takashi Usami 31', 44' · Wataru Endo 56' | Súmula |       | Público: 5 044 Árbitro: Yoshiro Imamura |

| 12 de setembro de 2010 | Brasil                       | 2 x 2  | França                              | Sendai Stadium, Sendai                 |
| 16:00 (UTC+9)          | Wendel 23' · Bruno Uvini 40' | Súmula | Yaya Sanogo 9' · Ishak Belfodil 70' | Público: 5 526 Árbitro: Yudai Yamamoto |

## Classificação
| Pos. | Time   | Pts | J | V | E | D | GP | GC | SG |
| ---- | ------ | --- | - | - | - | - | -- | -- | -- |
| 1    | Brasil | 7   | 3 | 2 | 1 | 0 | 7  | 3  | +4 |
| 2    | Japão  | 6   | 3 | 2 | 0 | 1 | 6  | 2  | +4 |
| 3    | França | 4   | 3 | 1 | 1 | 1 | 5  | 5  | 0  |
| 4    | China  | 0   | 3 | 0 | 0 | 3 | 2  | 10 | -8 |

## Premiação
| Copa Sendai de 2010            |
| Seleção Brasileira de Futebol  |
| ------------------------------ |
| BRASIL Hexacampeão (6º título) |

## Artilharia
Atualizado em 13 de setembro às 16:12 UTC-3
| Gols | Jogador       |
| ---- | ------------- |
| 2    | Bruno Uvini   |
| 2    | Harry Novillo |
| 2    | Oscar         |
| 2    | Takashi Usami |